# Cydistomyia ignota
Cydistomyia ignota är en tvåvingeart som beskrevs av Usher 1965. Cydistomyia ignota ingår i släktet Cydistomyia och familjen bromsar. Inga underarter finns listade i Catalogue of Life.